# 堺駿二
堺 駿二（さかい しゅんじ、1913年〈大正2年〉12月10日 - 1968年〈昭和43年〉8月10日）は、東京都出身のコメディアン、喜劇俳優である。本名は栗原 正至。
実兄は浪曲師の初代港家小柳丸、次男にマルチタレントの堺正章がいる。また甥に太神楽曲芸のボンボンブラザースの鏡味繁二郎（本名・栗原重夫）がいる。

## 来歴・生涯

### 幼少期・中学時代
東京市本所区太平町1丁目（現・東京都墨田区錦糸町）の桶製造業の家に8人兄弟の末子3男として生まれる。芝居好きの母の勧めで尋常小学校を中退して11歳で新派の伊村義雄一座に入る。伊村は師匠の伊井蓉峰と河合武雄から一字ずつもらって芸名とした新派俳優で、20代半ばで一座を立ち上げ、浅草公園六区の公園劇場を中心に活躍していた。小村正雄を芸名とし、子役ながらも殺陣をやらせたり、女形を演じさせても上手にこなすので、伊村から養子を懇望されたという。
1932年（昭和7年）に帰国していた早川雪洲の一座に弟子入り、堺駿二の芸名を貰う（由来は、「雪洲と栗原の間に境をつけたい」と雪洲が思っていた事に由来。「駿二」は、雪洲の洲（しゅ）に由来）。入門には兄の小柳丸の浪曲家仲間で雪洲の元同級生だった東家楽燕に口利きを頼んだ。雪洲の付き人も兼ね、雪洲から「君は少し足りない役どころのほうがいい」と言われる。早川一座が休演中は南田一郎という名で地方公演に出ていた。この頃、松竹少女歌劇団の新人踊り子だった幹千代子（芸名・三浦たま子）と結婚、千代子は桃色争議をきっかけに2年ほどで歌劇団を辞め、家庭に入る。

### 若年期
1935年（昭和10年）、雪洲が渡仏すると、浅草オペラ館のヤパンモカル劇団（「やっぱり儲かる」のもじり）に入り、シミキンの愛称で知られる清水金一とコンビを組む。
1940年（昭和15年）に清水が東宝専属になり映画界に移ると、仕事のなくなった堺は俳優をやめて伊東の温泉旅館「暖香園」に番頭として就職するも長続きせず、のちに親族を頼る形で山梨県富士吉田市に移り玩具屋を経営したが、これも長続きしなかった。

### 吉本時代
1942年（昭和17年）に東宝との契約の切れた清水金一からの誘いで、軽演劇界に戻ることになり、吉本興業の傘下に入って、清水、田崎潤（当時は田中実）とともに、東京吉本の浅草花月劇場で新生喜劇座を結成する。そして清水との二人三脚で全国的な人気を得た。
その後吉本から松竹に移るものの、清水のワンマン座長ぶりから、新生喜劇座は長続きせず、1943年（昭和18年）に堺は田崎と共に脱退、水の江瀧子の劇団たんぽぽに参加する。
1944年（昭和19年）に出征し、横須賀海兵団の炊事係として終戦を迎えるが、その間の一家の生活費は水の江瀧子が支えてくれた。

### 松竹時代
戦後になると、1946年（昭和21年）に松竹大船に入社、短編映画「破られた手風琴」で映画初出演において主役に抜擢される。その後は何本かのシミキン映画において再び清水と共演を果たす。
なお、「破られた手風琴」について、2019年（平成31年／令和元年）放送のファミリーヒストリーでは、堺駿二の主演はキャリアを通じてこの一作のみだったとされているが、他にも主演映画としては、1956年（昭和31年）の大映の中編「運ちゃん物語」がある。

### フリー時代
1952年（昭和27年）にフリーになってからは、現代劇、時代劇を問わず、コミカルな名バイプレイヤーとして、映画や舞台、そしてテレビと活躍の場を広げた。1950年代半ばには名脇役として年に20本前後の映画に出演して売れっ子俳優となり、鎌倉に自邸も新築した。お婆さん役が当たり役だった。

### 晩年
1968年（昭和43年）8月10日、新宿コマ劇場での公演中に脳溢血で倒れて急死。54歳没。
人当たりの良さで知られており、どんな番組でも出来る限りスケジュールを合わせて出演していた。また自分の与えられた範囲内だけを精一杯演じ、決して相手の出演者の領分を侵さないなど、若手のテレビ演出家や新人コメディアンから絶大な信頼があった。それだけに堺の突然すぎる死は、喜劇界に大きな衝撃を与えた。墓所は多磨霊園(3-1-29)
なお急死当時、息子の正章は、人気グループ・サウンズの「ザ・スパイダース」のボーカル担当で、歌手・タレントとして活動していた。